# Place Eugène-Claudius-Petit
La place Eugène-Claudius-Petit est une voie du 14e arrondissement de Paris, en France.

## Situation et accès
La place Eugène-Claudius-Petit longe l'avenue de la Sibelle.

## Origine du nom
Elle porte le nom du résistant et homme politique Eugène Petit, dit « Claudius-Petit » (1907-1989).

## Historique
Ancienne « voie AN/14 » ouverte à la fin des années 1990 dans le cadre de l'aménagement de la zone d'aménagement concerté (ZAC) Montsouris-Alésia, elle prend son nom actuel en 2004.